# Allée couverte von Auvernier
Die Allée couverte von Auvernier (auch Dolmen Plantées de Rive genannt) ist ein Galeriegrab, das 1976 an der Grenze zwischen Auvernier und Colombier in der Nähe von Neuenburg NE im Kanton Neuenburg in der Schweiz entdeckt und 1953 in die Nähe seines ursprünglichen Standorts und 2004 ins Laténium versetzt wurde. Im Zuge der Versetzungen wurde die ursprüngliche Architektur des Dolmens aufgrund von Schäden oder fehlender Details modifiziert. Dabei wurden neue Elemente beigefügt, um den ursprünglichen Zustand herzustellen.
Möglicherweise gehört die etwa 5 m lange Anlage von Auvernier zum Typ der Dolmen von Aillevans. Die Grabkammer kann von einem runden Erdhügel oder einer trapezförmigen Trockenmauer umgeben gewesen sein. In der aus rechteckigen Schieferplatten errichteten Anlage wurden etwa 20 Skelette gefunden. Die Galerie befindet sich heute im Laténium in Hauterive.
Der Dolmen wurde 1876 bei Bauarbeiten am Restaurant „Le Lacustre“ entdeckt und ausgegraben. Im Gegensatz zu anderen Ausgrabungen dieser Zeit wurde die Grabung von Édouard Desor (1811–1882) präzise dokumentiert.
Beim Abriss des Restaurants Le Lacustre im Jahr 2013 wurde nicht nur der ursprüngliche Standort des Dolmens identifiziert, sondern auch Feuerstellen, eine Steinreihe, ein Tumulus und andere Bestattungen freigelegt. Die Ausgrabung ermöglichte die Datierung des Dolmens in die Mitte des 3. Jahrtausends v. Chr.

## Beschreibung
Der Dolmen besteht aus groben Platten aus Gneis, Granit und Schiefer. Seine Kammer ist rechteckig und misst 1,6 × 1,2 m bei einer Höhe von 1,8 m. Platten, in Form von Anten verlängern die Seiten der Kammer. Ein schmaler, von abgeschlagenen Platten begrenzter Bereich flankiert beide Kammseiten. Die Kammer ist mit einem Seelenloch von 50 cm Durchmesser versehen. Der Dolmen enthielt die Überreste von fast 20 Personen, die im Mittelteil und in den Seitengängen deponiert waren, sowie Gegenstände aus zwei Epochen.
Bei den Objekten aus der Jungsteinzeit handelt es sich im Wesentlichen um Anhänger aus Stein, die einem Eberhauer oder den Zähnen von Bären und Wölfen nachempfunden wurden. Zwei Bronzeringe und eine Anstecknadel stammen aus der mittleren Bronzezeit zwischen 1600 und 1500 v. Chr. Ein in der Nähe gefundenes Kindergrab enthielt Armbänder, die ebenfalls aus der mittleren Bronzezeit stammen. Die Unterschiedlichkeit der gefundenen Gegenstände erklärt sich durch die Dauer der Nutzung.
Der Dolmen könnte mehrere Bauphasen durchlaufen haben. Es ist möglich, dass seine Elemente von anderen Dolmen stammen. Die Oberseite der Deckplatte weist Rillen auf, die keine funktionale Verbindung mit dem Denkmal haben, was zu der Hypothese führte, dass es sich um Elemente eines oder mehrerer Dolmen vom Typ Schwörstadt handelt. Seine endgültige Form ähnelt den Dolmen vom Typ Aillevans.

## Ergebnisse von 2013
Die Fundstelle präsentierte Feuerstellen nördlich und westlich sowie einen Menhir westlich des Restaurants. Die Orte des Dolmens und der Kinderbestattung befanden sich in der Nähe des liegenden Menhirs bzw. unter dem Restaurant. Südlich des Restaurants befanden sich ein beim Bau des Restaurants zur Hälfte zerstörter Tumulus, eine in die Westseite des Tumulus integrierte Steinreihe, zwei Feuerstellen sowie in der Südhälfte des Tumulus eine Einäscherung und eine Bestattung.

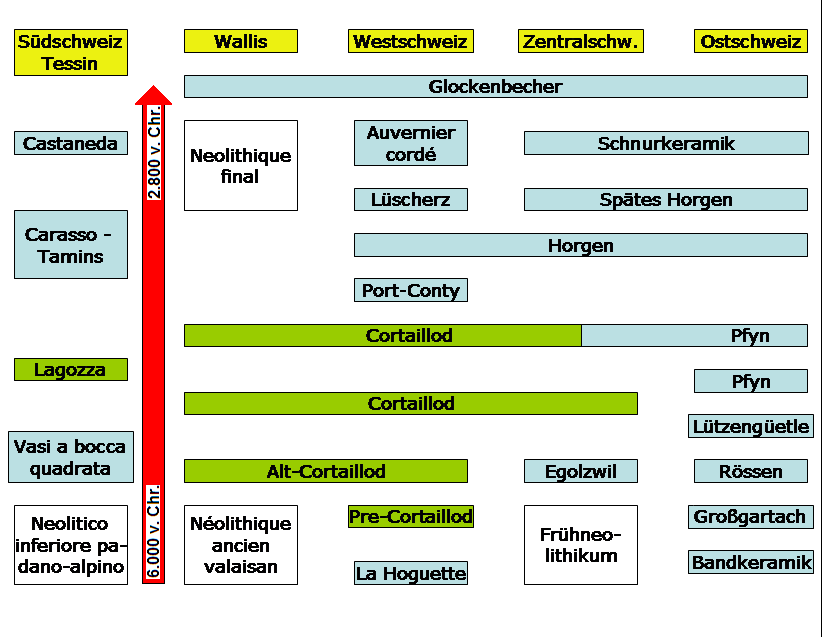
Kulturenfolge in der Schweiz

Insgesamt zeigt die Stätte zwischen 3250 und 3090 v. Chr. Nutzungen, die bis zur Aufgabe der Stätte um 980–820 v. Chr. andauerten, auch wenn Zeiträume ohne Belege erscheinen. Die ältesten Spuren auf dem Gelände sind die im Erdreich durch Ascheschichten erkennbaren Feuerstellen, aus dem Spätneolithikum (Horgenener Kultur). Dies sind die ersten Anzeichen einer Nutzung des Geländes während des „Auvernier Cordé“. Radiokarbondaten zeigen, dass die Fundstelle auch zu Beginn der Bronzezeit frequentiert wurde, ohne dass auf der Grabungsfläche eine Bebauung registriert wurde. Die intensivste Bauphase findet in der mittleren Bronzezeit (zwischen 1600 und 1500 v. Chr.) statt, die den Bau des Tumulus der drei anderen Gräber sowie die Verwendung des Dolmens sieht. In der Spätbronzezeit, (zwischen 1500 und 1230 n. Chr.) nimmt die Frequentierung bis zur Aufgabe der Stätte ab und nur die Feuerstellen nördlich und westlich des Restaurants sind für diese Zeit bezeugt. Generell erwies sich die Stelle als fundarm aus und lieferte insbesondere Keramikscherben, geschliffene Steinwerkzeuge sowie Bronze- und Bernsteinornamente.
Die Nord-Süd orientierte Steinreihe war auf einer Länge von etwa 5,0 m erkennbar und bestand aus acht vertikalen Platten. Während des Baus des Tumulus scheint nur noch die größte der Platten gestanden zu haben.
Der etwa 5,0 m vom Dolmen entfernte Tumulus hatte einen Durchmesser von etwa 7,0 m. Vom Bau des Restaurants waren nur die Süd- und Südwesthälfte nicht betroffen. Der partiell mit Kalksteinblöcken errichtete Tumulus war von Steinplatten unterschiedlicher Größe umgeben, von denen 18 gefunden wurden. Auf der Westseite umfasste der Plattenkreis die größte Platte der Steinreihe. Auch andere Platten weisen Spuren einer früheren Nutzung auf und könnten von einem älteren Denkmal stammen. In dem in der Tumulusmitte teilweise erhaltenen Grab, befand sich ein 20 bis 30 Jahre alter Mann, in einem Baumsarg, der mit dem Kopf nach Osten begraben war. Bei dem Toten wurde eine Bronzenadel gefunden.
Etwa 2,0 m südlich des Tumulus wurden im Abstand von 70 cm zwei weitere Bestattungen erkannt. Die östliche war die einer Frau in einer Holzkiste auf einem Kiesbett. Die Tote lag auf dem Rücken, den Kopf nach Norden gerichtet. Die Grabbeigaben bestanden aus sechs Haken aus gedrehten Bronzestäben, zwei Bronzestiften sowie einer Bernsteinperle mit eingravierten konzentrischen Kreisen. Das zweite Grab war eine Feuerbestattung, die auf einem Steinbett lag. Die Knochen konnten als die eines etwa 30-jährigen Mannes identifiziert werden.
Die megalithische Stätte Plantées de Rive ist ungewöhnlich. Auf dem kleinen Gebiet gibt es eine hohe Denkmaldichte mit einer kaum vergleichbaren Kombination von Denkmaltypen im Schweizer Mittelland. Die einzelnen Elemente spiegeln Praktiken unterschiedlicher Herkunft wider. Menhire und Steinreihen sind in der Schweiz nur aus der Nähe des Genfersees und vom Nordufer des Neuenburgersees (Yverdon-les-Bains) bekannt.

## Systematik der Schweizer Megalithanlagen
Im Jurabogen lassen sich die Megalithanlagen in drei Gruppen gliedern:
- die unter einem runden Erdhügel liegenden Dolmen vom Typ Schwörstadt mit quadratischer Kammer und Seelenloch
- die Dolmen vom Typ Aesch, baugleich jedoch mit rechteckiger Kammer
- die Dolmen vom Typ Aillevans mit rechteckiger Kammer und nach vorn oder seitlich vorspringenden Anten (sog. Antennendolmen). Die Kammer kann von einem runden Erdhügel oder trapezförmigem Trockenmauerwerk umgeben sein.